# Slap Powerscourt
Slap Powerscourt (irsko Eas Chonaill ) je slap na reki Dargle  blizu Enniskerryja v grofiji Wicklow na Irskem. Je v dolini, obkroženi s pogorjem Djouce in Great Sugar Loaf. Z višino 121 metrov je najvišji slap na Irskem. Slap in okoliška dolina sta v posesti Powerscourt.
Dostop proti slapu je obkrožen z bukovim, hrastovim, macesnovim in borovim gozdom, nekatera drevesa so bila posajena pred več kot 200 leti. Rastejo tudi veličastne sekvoje, ki izvirajo iz Kalifornije in so bile zasajene po letu 1860.
V dolini živijo tudi jeleni sike, ki so bili na Irsko pripeljani leta 1858, in druge živali. Od ptic najdemo ščinkavce, kukavice, krokarje in penice.

## Zgodovina
Leta 1752 je škof Pococke pisal o svojem obisku v Powerscourtu, ki je bil del njegovih potovanj po Irski:
...Powers Court, ki spada v Lord Powerscourt ... V parku, ki je oddaljen dve milji od dvorca, je znamenit slap, ki je kaskada, ki pada v enem curku brez prekinitev ... visoka tla na vsaki strani, prekrita z gozdom ....
Turizem v sodobnem smislu se je začel okoli leta 1750, zato je bil Pococke eden prvih, ki je pisal o obisku Powerscourta.
Druga polovica 18. stoletja je sovpadala z romantičnim gibanjem in iskanjem čudovitih krajev ter razgledov, ki bi izzvali čustva strahospoštovanja in groze, ki vlada v naravi. Slap se je lepo prilegal opisu, zato je bil pogosto obiskovan in opisan. 
Avgusta 1821 se je med obiskom kralja Jurija IV. na Irskem Richard Wingfield, 5. powerscoutski vikont, odločil, da bo slap zajezil tako, da bi lahko spustil hudournik v trenutku, ko bo stal na mostu pod slapom. Kralj ni mogel zapustiti banketa v dvorcu, dokler ni bila voda končno sproščena in je most odneslo. 
Naslednji vikont je izboljšal razmere pri slapu, zgradil razgledni most, prostor za piknik in sedeže ter banketno sobo. Slap je bil potrjen na turističnem zemljevidu, ko se je pojavil v zelo priljubljeni knjigi Vodnik za grofijo Wicklow, objavljeni leta 1822, ki je bil vodnik za turiste v grofiji naslednjih 50 let.